# Remembrance Day

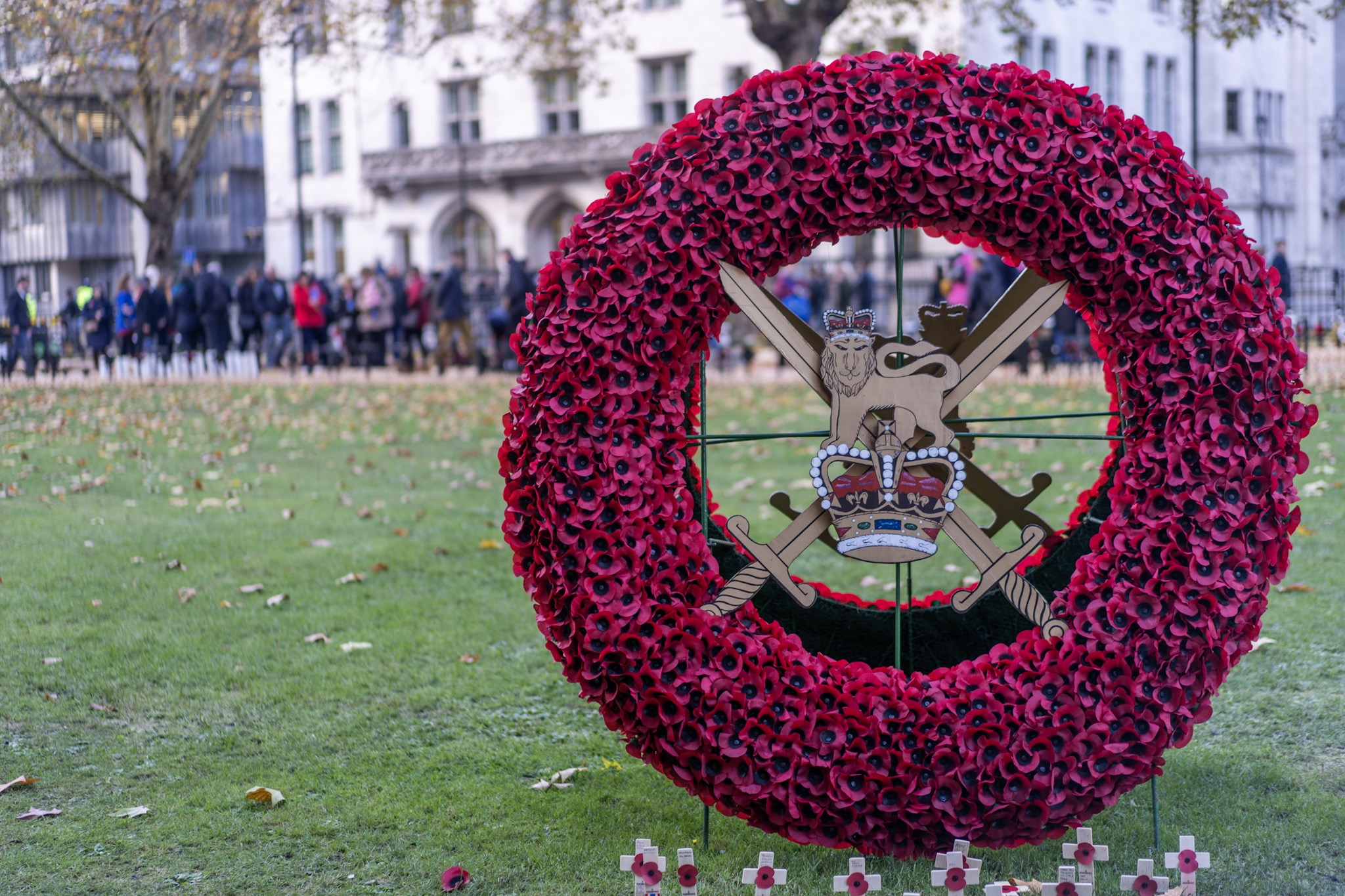
Armistice Day 2018, Londen

Remembrance Day, ook wel Armistice Day of Poppy Day, in Nederland vergelijkbaar met Dodenherdenkingsdag, is in het Verenigd Koninkrijk en andere landen van het Gemenebest de dag waarop de gevallenen van de Eerste Wereldoorlog en alle oorlogen en gewapende conflicten sindsdien worden herdacht. De dag wordt ook in landen buiten de Commonwealth georganiseerd.
De herdenkingsdag is jaarlijks op 11 november, de dag waarop in 1918 de strijdende partijen in de Eerste Wereldoorlog de laatste overeenkomst tot wapenstilstand ondertekenden, met het Duitse Keizerrijk, waarmee het einde van die oorlog werd ingeluid. De eigenlijke plechtige herdenking vindt plaats op de zondag die het dichtst in de buurt ligt van die datum. Die dag wordt Remembrance Sunday genoemd. Op de zondag wordt om 11.00 's ochtends overal in het land twee minuten stilte in acht genomen en worden er kransen gelegd. De nationale herdenking in Engeland vindt plaats bij de Cenotaaf op Whitehall in Londen. Kransen worden gelegd door de koninklijke familie, de regering, vertegenwoordigers van de andere politieke partijen, en de stafchefs van de Britse landmacht, luchtmacht en marine. Ook zijn de hoge commissarissen van het Gemenebest aanwezig. Na het officiële gedeelte volgt een defilé van oorlogsveteranen. Deze herdenking is vergelijkbaar met de Nationale Dodenherdenking in Nederland op 4 mei, waarbij om 20.00 uur 's avonds met twee minuten stilte de slachtoffers van de Tweede Wereldoorlog worden herdacht. Nederland was een neutraal land bij de Eerste Wereldoorlog.

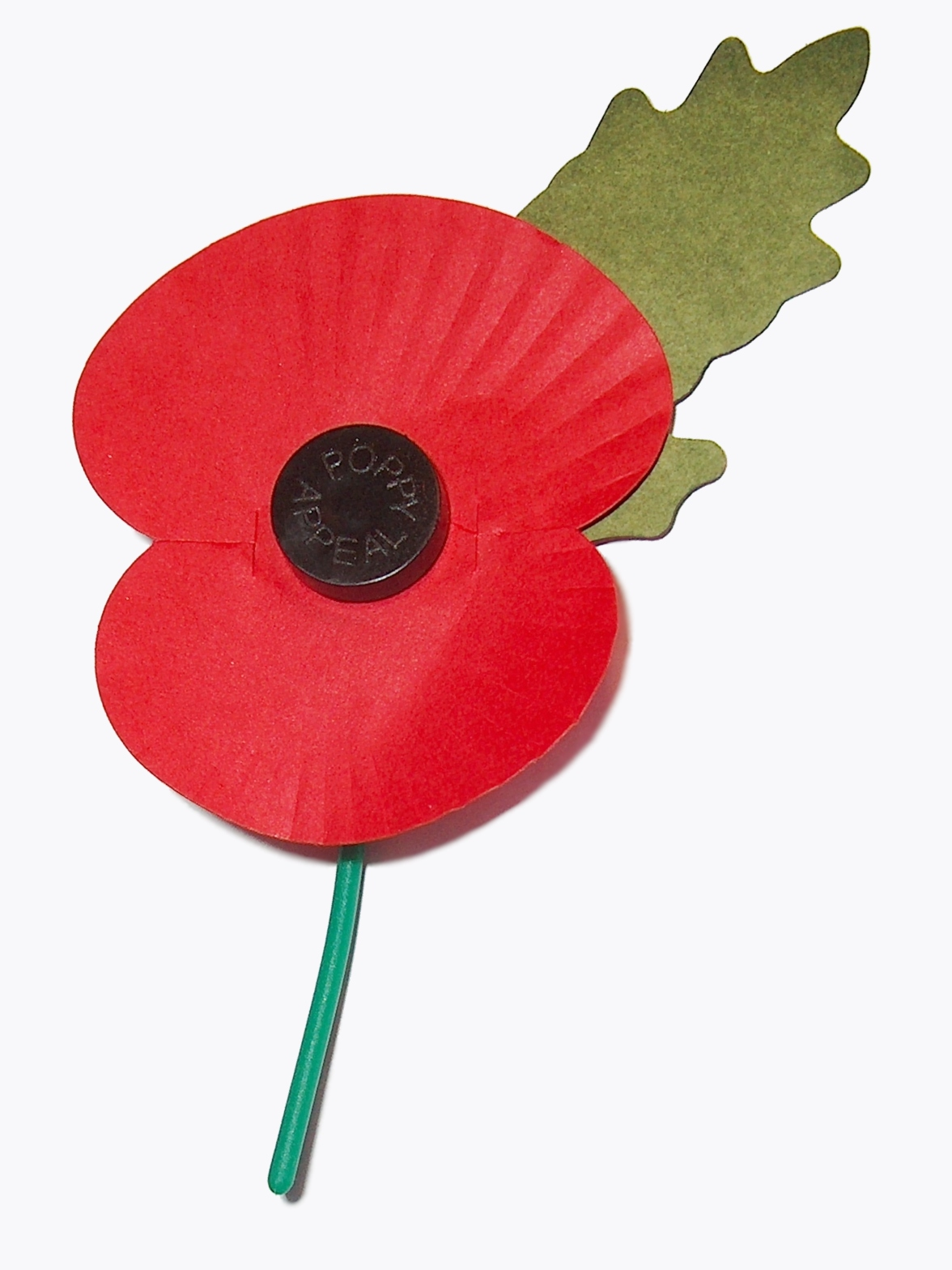
Een kunststof klaproos (poppy)

## Remembrance poppy
De kransen bestaan traditiegetrouw uit klaprozen (poppies) van kunststof. Sinds 1922 is de klaproos het symbool van de veteranenorganisatie, de Royal British Legion. Vanaf dat jaar verkoopt deze organisatie - na het zogenaamde poppy appeal - papieren of kunststoffen klaprozen die op de kleding worden gedragen, ter nagedachtenis aan de gevallenen. Met de opbrengst van de verkoop worden oorlogsslachtoffers of hun nabestaanden ondersteund.

## Canada

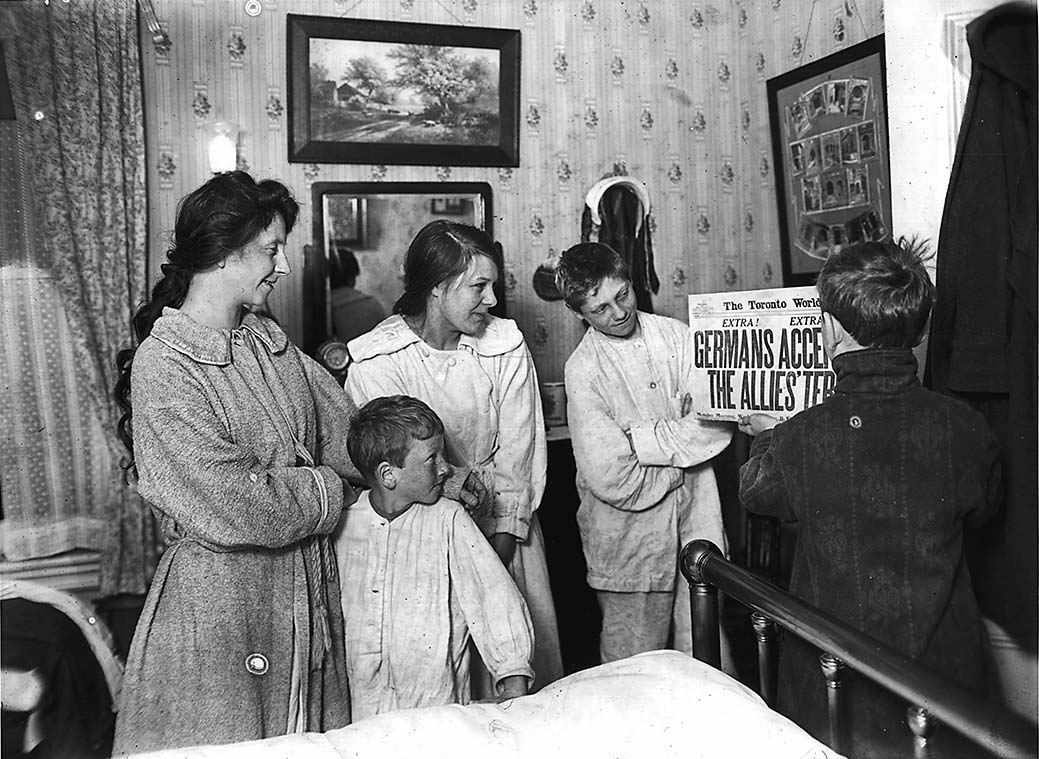
Familie in Canada leest het nieuws over de wapenstilstand (11 november 1918)

In Canada worden elk jaar op 11 november om 11 uur 's morgens, ongeacht op welke dag van de week deze datum valt, in steden en dorpjes door het hele land officiële herdenkingsbijeenkomsten gehouden. Meestal gebeurt dit bij het plaatselijke  herdenkingsmonument (the cenotaph), waar namens overheidsinstanties, verenigingen, kerken en individuelen kransen worden gelegd. 
Bij het Nationale Herdenkingsmonument in de hoofdstad Ottawa wonen onder anderen de gouverneur-generaal en de minister-president de herdenking bij. Deze wordt via de televisie in het hele land uitgezonden.
Overal zijn oud-strijders, schoolkinderen, en het publiek bij deze herdenkingen aanwezig. Er worden gedichten voorgelezen, gebeden worden uitgesproken, het volkslied wordt gezongen, en twee minuten stilte wordt in acht genomen. Soms worden de namen voorgelezen van de plaatselijke soldaten die vielen tijden de Eerste en Tweede Wereldoorlogen, de oorlog in Korea, de vele vredesoperaties sindsdien en het huidige conflict in Afghanistan. (In totaal zijn meer dan 100,000 Canadese soldaten gevallen in bijna 100 jaar). De kransen zijn altijd bedekt met poppies, de klaprozen die het symbool zijn geworden van de oud-strijders. De meeste mensen in Canada dragen een poppy op hun revers in de week voor en op de dag van deze herdenking. 
In sommige provincies is dit voor schoolkinderen een vrije dag en overal zijn banken en postkantoren die dag gesloten.